# Hymenoxys hoopesii
Hymenoxys hoopesii là một loài thực vật có hoa trong họ Cúc. Loài này được (A.Gray) Bierner mô tả khoa học đầu tiên năm 1994.